# Chrysolina geminata
Chrysolina geminata é uma espécie de artrópode pertencente à família Chrysomelidae.